# Конглтон
Конглтон (англ. Congleton) — город в графстве Чешир Великобритании, в составе унитарной единицы Восточный Чешир.

## География
Город расположен в восточной части графства Чешир, на берегах реки Дейн и западнее Маклсфилдского канала. Одной из известных достопримечательностей окружающего Конглтон ландшафта являются живописные скалы, получившие название The Cloud (Облако), послужившие объектом проведения т. н. фотографического ежедневного проекта «Облако» (Cloud Projekt).

## История
Поселение на месте нынешнего Конглтона появилось во времена римского владычества над Британией. В 1272 году получил городской статус с правом проведения ярмарок и рыночной торговли. При короле Эдуарде I здесь строится мельница. Со временем городок становится крупным центром текстильного производства и изготовления перчаток.
В 1620-е годы, когда в Англии была распространена медвежья охота и прочие развлечения с участием медведей, вокруг города Конглтон сложилось любопытное предание. Рассказывали, что в городе на содержании обитал один старый и неуклюжий медведь, борьба с которым не могла быть достаточно привлекательной и не привечала зрителей. Однако для приобретения нового, агрессивного зверя у города не хватало свободных денег. В то же время городской совет по подписке собрал некую сумму, чтобы приобести новую, роскошную Библию. Тогда члены совета, посовещавшись, решили на собранные деньги купить медведя с тем, чтобы на затем вырученные от представлений деньги возместить недостачу в библейском фонде. История эта стала известна в соседних городках и местечках. Злые языки передавали, что Конглтон продал свою городскую Библию, чтобы купить нового медведя. Вследствие этой легенды Конглтон получил прозвание «Медвежий город» (Beartown).
В 2009 году Конглтон административно входит в состав унитарной единицы Восточный Чешир.

## Известные личности
- Джон Уайтхёрст (1713—1788), учёный, механик и часовых дел мастер
- Алан Гарнер (* 1934), детский писатель, автор романов-фэнтези

## Дополнения
- Congleton Museum — Городской исторический музей
- Pubs in Congleton — Пабы Конглтона
- Das Cloud Project — Конглтон и сельский Чешир
- Mossley Cricket Club — Конглтонский крикетный клуб